# Камабоко
Камабоко (яп. 蒲鉾, かまぼこ) — традиційна страва японської кухні, що готується з сурімі (пюре із риби з білим м'ясом), за допомогою особливих добавок та формування «коржів», які потім готуються на пару до затвердіння. Подається нарізаним та охолодженим разом з різними соусами, або нарізаним у складі різних страв, наприклад удону. Зазвичай продаються в циліндричній формі.
Камабоко виготовляється в Японії починаючи з XIV століття. Існують декілька різновидів, серед яких: канікама (скорочено від кані-камабоко — крабовий камабоко), широко відомий в Україні як крабові палички, і чікам (поєднання слів чідзу (яп. チーズ, від англ. cheese) та камабоко), які часто продаються в Японії як готові закуски.

## День Камабоко
Організація Камабоко Японії 1983 року заснувала «День Камабоко» 15-го листопада.

## Камабоко за межами Японії

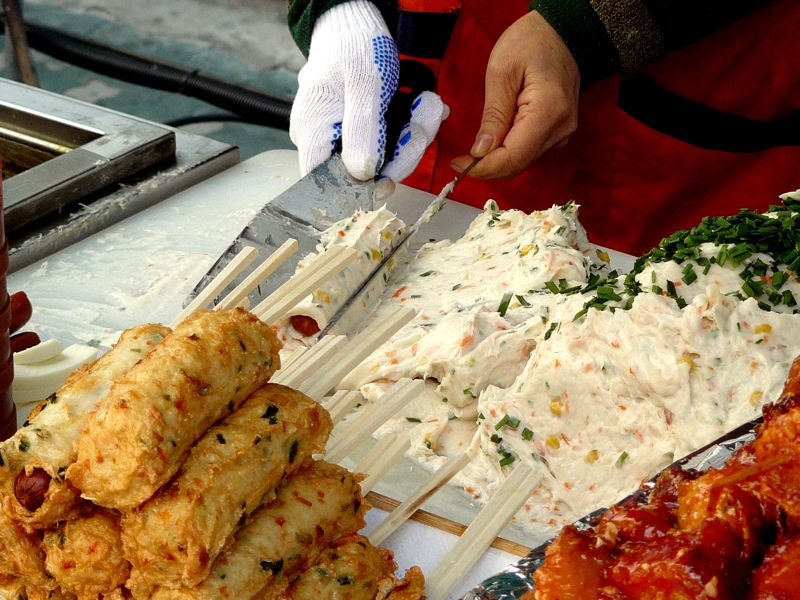
Омуґба (어묵바) — популярна південнокорейська страва на основі камабоко

### Гаваї
На Гаваях червоне камабоко легко доступне в магазинах. Найчастіше їх називають fish cake.

### Південна Корея
В Південній Кореї камабоко називають омук (кор. 어묵) або оден (кор. 오뎅), запозичене слово, від назви японської страви оден, яке часто включає в свій рецепт камабоко.
Омук часто готується на рожні в бульйоні та продається на вулицях, іноді разом з омуком покупцеві дають бульйон в паперових стаканчиках. Поширена закуска для алкогольних напоїв, особливо соджу.

### Китай
Аналогом камабоко є юйвань.